# 세컨드 버진
《세컨드 버진》(セカンドバージン)은 2010년 10월 12일부터 같은 해 12월 14일까지 NHK에서 방송된 일본의 텔레비전 드라마이다. 2011년에는 드라마의 극장판이 개봉됐다.

## 출연진
- 스즈키 교카
- 후카다 교코
- 하세가와 히로키
- 아야노 고
- 유

## 제작진
- 각본 - 오이시 시즈카
- 음악 - 우메바야시 시게루
- 주제가 - 고다 구미 〈아나타다케가〉
- 제작 - NHK